# مخلاف الشمایتین (روستا)
 مخلاف شمایتی  به عربی ( مخلاف الَشّمایتی )، روستایی است در دهستان طویله از توابع استان 
استان صَنعاء در کشور یمن در شبه جزیره عربستان.

## جمعیت
جمعیت آن (۹۰ ) نفر (۹ خانوار) می‌باشد.